# إستيل أسموديل
إستيل أسموديل، والمعروفة سابقا باسم إستيل ماريا كروت (بالإنجليزية: Estelle Asmodelle)‏ هي موسيقية وراقصة شرقية وعارضة أزياء وناشطة وفنانة تجريدية وعالمة فيزياء أسترالية، ولدت في 22 أبريل 1964 في بورال في أستراليا.

## وصلات خارجية
- إستيل أسموديل على موقع IMDb (الإنجليزية)
- إستيل أسموديل على موقع كينوبويسك (الروسية)